# Markéta Perroud
Markéta Perroud, rozená Plzáková (* 16. června 1972, Praha) je bývalá profesionální tanečnice, aktivistka současného tance . Aktuálně působí jako umělecká ředitelka divadla PONEC a umělecká spoluředitelka Tance Praha z.ú.

## Život
Její babička byla tanečnice baletu Národního divadla, ale po svatbě se musela rozhodnout mezi rodinou a baletem, a tak si zvolila rodinu. Hned po Markétině narození prohlásila, že bude tanečnice. S tančením začala už odmalička. Každou neděli si totiž její matka pouštěla Rapsodii v modrém od George Gershwina a právě tato skladba ji uhranula, a tak na ni tančila a svým pohybem dávala tvar emocím, které zrovna cítila. I když její rodiče nebyli zprvu moc nadšení s výběrem vzdělání, nakonec ji podporovali a oceňovali a v roce 1990 vystudovala Taneční konzervatoř v Praze. Po studiích nastoupila do Pražského komorního baletu. Po sedmi letech ale pocítila touhu vyzkoušet trochu jiný způsob práce a zahraniční soubor, a proto se na doporučení choreografa Jiřího Kyliána dostala do Ballet de l'Opéra National v Lyonu. Během své taneční kariéry spolupracovala s řadou světových choreografů.
V roce 2009 až 2010 absolvovala v Lyonu roční studium kulturního managementu a když byla na mateřské dovolené se čtrnáctidenní dcerou, skončila s profesionálním tancem a přemýšlela nad učitelstvím. Během lyonské Biennale de la Danse se ale opět setkala s Yvonou Kreuzmannovou, která ji tentokrát nabídla spolupráci na festivalu TANEC PRAHA a návrat zpět do Prahy. Po poradě se svým manželem Jérémym, který je francouzským tanečníkem, nabídku přijala a v listopadu 2011 se stala spoluředitelkou festivalu TANEC PRAHA. V roce 2012 se přestěhovala s rodinou do Prahy a od roku 2021 je uměleckou ředitelkou divadla PONEC.
Za rok 1995 obdržela cenu Thálie v oboru balet, pantomima a současný tanec za ztvárnění titulní role v inscenaci Stabat v Pražském komorním baletu. Za její profesní dráhu ji bylo 13. května 2015 společně se Zdeňkem Velíškem uděleno na francouzském velvyslanectví v Praze francouzské vyznamenání Řád umění a literatury, hodnost rytíře.